# Nyctopais jordani
Nyctopais jordani är en skalbaggsart som beskrevs av Aurivillius 1913. Nyctopais jordani ingår i släktet Nyctopais och familjen långhorningar. Inga underarter finns listade i Catalogue of Life.